# Конвенция о правовом статусе Каспийского моря
Конве́нция о правово́м ста́тусе Каспи́йского мо́ря — международный договор между Азербайджаном, Ираном, Казахстаном, Россией и Туркменистаном, подписанный 12 августа 2018 года в рамках Пятого каспийского саммита в казахстанском городе Актау. 
Данный международный договор заменил собой советско-иранские договоры 1921 и 1940 годов касательно Каспийского моря. В соответствии с конвенцией, основная площадь водной поверхности Каспийского моря признаётся морем, а не озером, с вытекающими из этого юридическими последствиями. Каспийское море остаётся в общем пользовании сторон, а дно и недра делятся соседними государствами на участки по договорённости между ними на основе международного права. Судоходство, рыболовство, научные исследования и прокладка магистральных трубопроводов осуществляются по согласованным сторонами правилам. В частности, при прокладке магистрального трубопровода по дну моря требуется согласие только той стороны, через чей сектор будет пролегать трубопровод. В конвенции также зафиксировано положение о недопущении присутствия на Каспии вооруженных сил, не принадлежащих сторонам договора, а также определяет пять прикаспийских государств ответственными за поддержание безопасности на море и управление его ресурсами.

## История
В целях выработки Конвенции о правовом статусе Каспийского моря в 1996 году прикаспийскими государствами была создана специальная рабочая группа (СРГ) на уровне заместителей министров иностранных дел. Согласование документа длилось более 20 лет перед его подписанием 12 августа 2018 года главами пяти прикаспийских государств на саммите в Казахстане. За годы согласования договора (1996—2018) между сторонами было проведено 51 заседание СРГ, более 10 встреч министров иностранных дел и 4 президентских саммита — в 2002 году в Ашхабаде, в 2007 году в Тегеране, в 2010 году в Баку и в 2014 году в Астрахани. Все страны-подписанты несут ответственность за убытки, которые могут быть нанесены экологической системе моря.

## Галерея
- Пятый каспийский саммит, на котором была подписана конвенция.
- Главы пяти стран на Каспийском саммите
- Делегация России во главе с Владимиром Путиным на саммите.
- Подписание конвенции о статусе Каспийского моря